# Mohammad Ali Kazemeyni Borudscherdi
Mohammad Ali Kazemeini Boroujerdi († 2002 im Iran) war ein iranischer Ajatollah.
Er lehnte die nach der Islamischen Revolution 1979 errichtete iranische Theokratie ab und stand zuletzt unter Hausarrest. Borudscherdi starb unter ungeklärten Umständen 2002 in einem Krankenhaus. Kurz nach seinem Tod wurde die Moschee, in der er gelehrt hatte, durch die Behörden konfisziert. Die Nur-Moschee, in der sein Sohn, Hossein Kazemeyni Borudscherdi, ihn zu Grabe trug, wurde enteignet, das Grab entweiht.